# Isomyia yvorei
Isomyia yvorei är en tvåvingeart som beskrevs av Rickenbach 1967. Isomyia yvorei ingår i släktet Isomyia och familjen Rhiniidae.
Artens utbredningsområde är Centralafrikanska republiken. Inga underarter finns listade i Catalogue of Life.